# Om Puri
Om Puri, född 18 oktober 1950 i Ambala i Haryana, död 6 januari 2017 i Bombay, var en indisk skådespelare. 
Om Puri filmdebuterade 1976 i Ghashiram Kotwal. Genom sin karriär verkade han i såväl Bollywood-filmer som inom pakistansk, brittisk och amerikansk filmindustri. Han blev nominerad till priset BAFTA Film Award (bästa huvudroll) för sin roll som George Khan i East is East år 2000.

## Filmografi (urval)
- 1982 - Disco Dancer
- 1982 – Gandhi
- 1990 - Immigranterna
- 1991 – Sam och jag
- 1992 – Glädjens stad
- 1996 - Savannens härskare
- 1999 – East is East
- 2001 - Guru Mahaaguru
- 2005 - Mumbai Express
- 2007 – Charlie Wilson's War
- 2014 – [[|The Hundred-Foot Journey]]